# Synagoge (Rosheim)

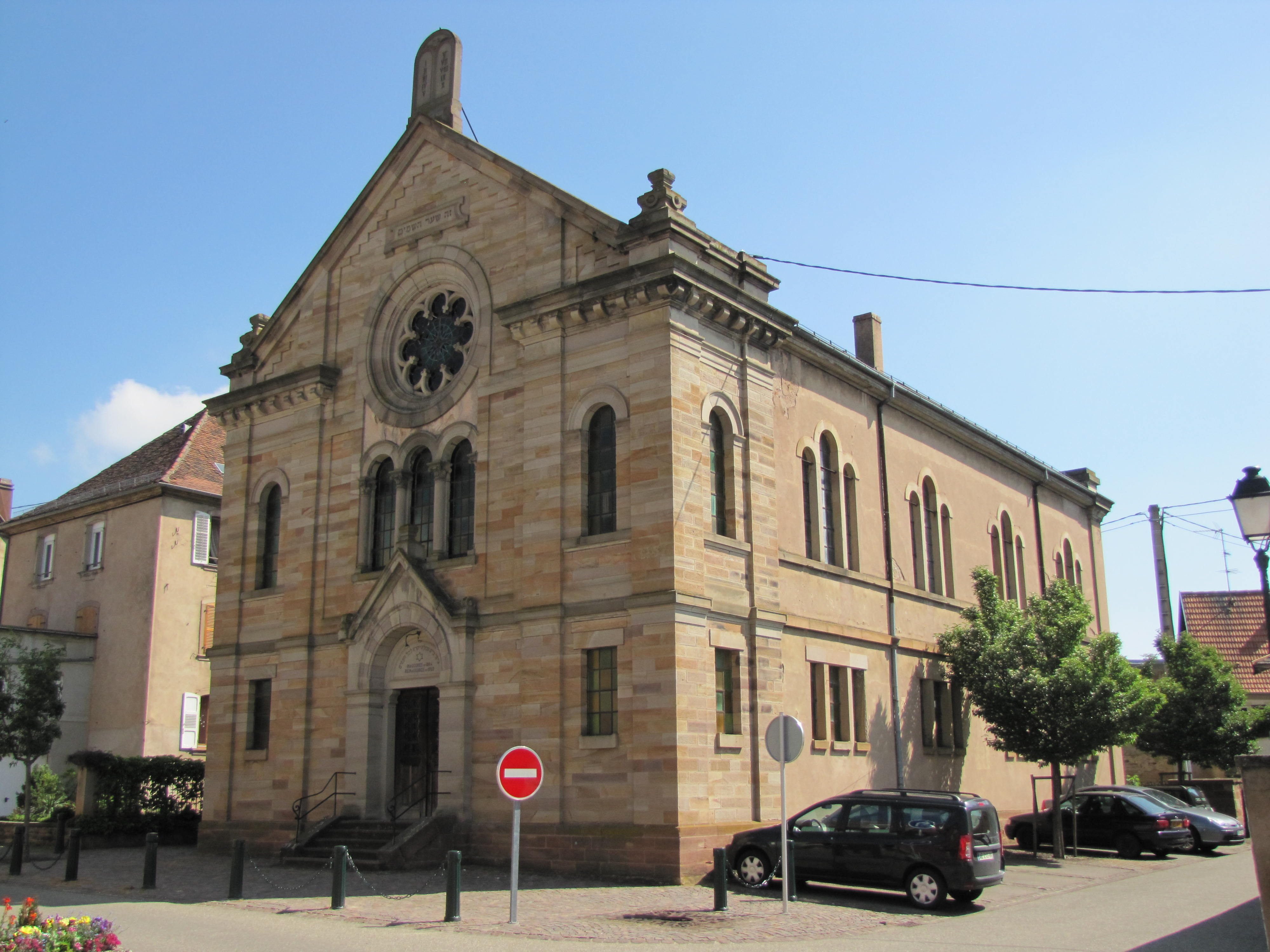
Synagoge in Rosheim, 2010

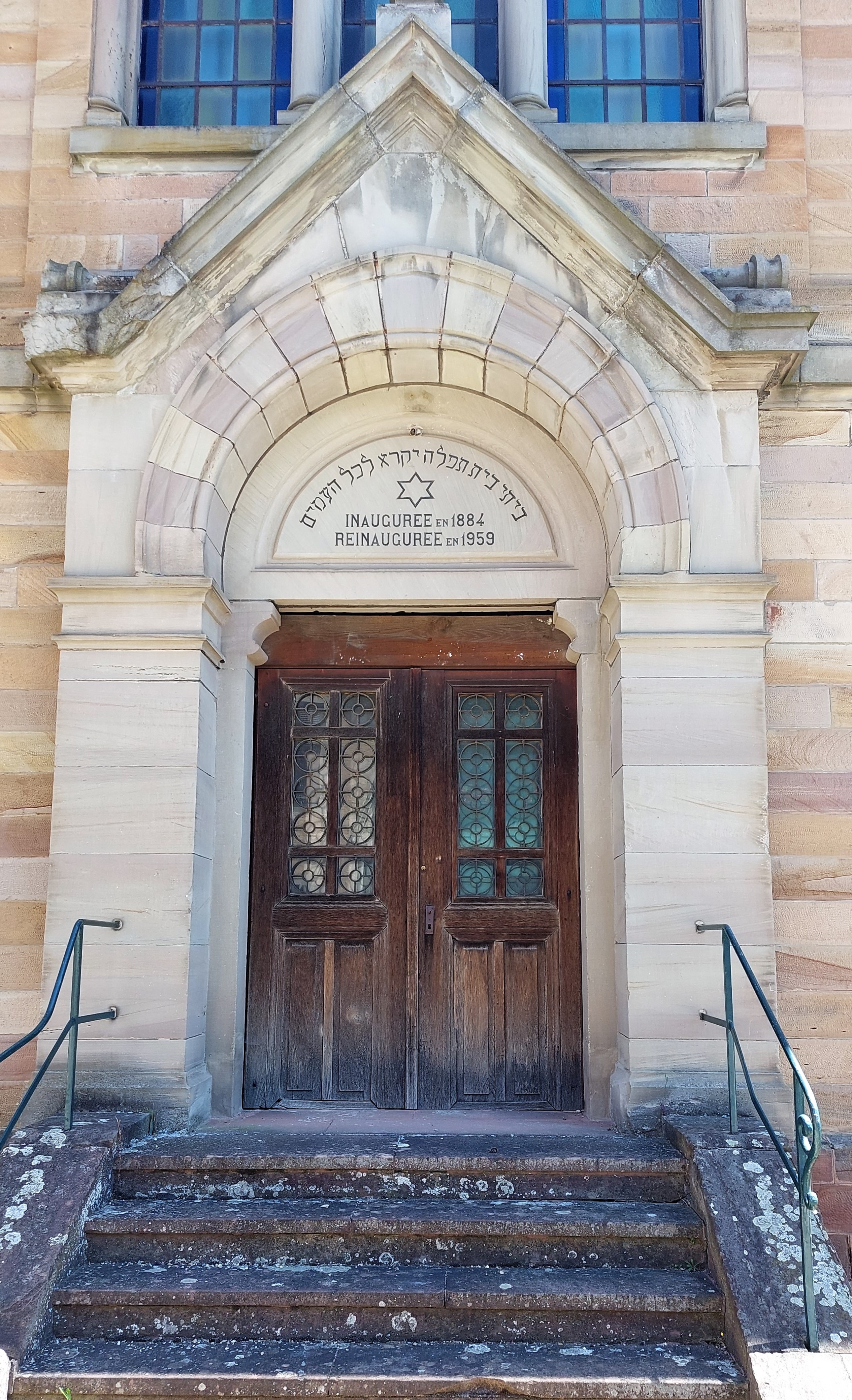
Portal

Die Synagoge in Rosheim, einer französischen Stadt im Département Bas-Rhin in der historischen Region Elsass, wurde 1884 errichtet. Die Synagoge befindet sich in der Rue du Général de Brauer.

## Geschichte
Die Geschichte der jüdischen Gemeinde in Rosheim lässt sich bis 1348/49 zurückverfolgen, als während der Pestpogrome die jüdischen Familien in der damaligen Reichsstadt ermordet wurden. Josel von Rosheim ist die bekannteste jüdische Persönlichkeit aus Rosheim.
Bis 1833 bestanden nach und nach mehrere Betsäle in Rosheim, denn der jüdischen Gemeinde war es nicht erlaubt, ein eigenes Synagogengebäude zu errichten. Im Jahr 1833 wurde schließlich die erste Synagoge in der heutigen Rue Netter eingeweiht. Sie wurde 1884 durch die heute noch bestehende Synagoge ersetzt, die zuletzt 1959 renoviert wurde.
Das Gebäude hat die deutsche Besatzung im Zweiten Weltkrieg nahezu unzerstört überstanden. Die Synagoge wurde aber entweiht und das Mobiliar gestohlen. Auf Grund der Verfolgung in der Zeit des Nationalsozialismus war nach 1945 die jüdische Gemeinde zu klein, um auf Dauer die Synagoge zu erhalten.

## Profanierung
Der letzte Gottesdienst fand 1972 in der Synagoge statt. Sie wurde danach verkauft und in den folgenden Jahren zur Telefonvermittlung umgebaut. Die heutige Nutzung des Gebäudes wird aus den Quellen nicht ersichtlich.

## Architektur
Die Synagoge im neuromanischen Stil der damaligen Zeit, das Elsass war seit 1871 an das Deutsche Reich angegliedert, wurde nach den Plänen des Architekten Brion gebaut. Das Portal wird von einem Dreiecksgiebel überdacht, in dem sich ein halbrundes Bogenfeld befindet. Darüber ist die Portalfassade, eindeutig als Schaufassade zur Straße hin konzipiert, in der Mitte von einem Dreifachfenster gegliedert und wird von einer Rosette im Giebel abgeschlossen. Akroter an den Ecken und Friese schmücken diese von weitem sichtbare Seite der Synagoge. Auf dem Dachfirst thronen die Gesetzestafeln. An den Traufseiten geben im Erdgeschoss rechteckige Dreifachfenster und im ersten Stock dreifache Rundbogenfenster dem Synagogeninneren ausreichend Tageslicht. Das gesamte Gebäude, aus heimischem Sandstein errichtet, zeugt vom Willen der jüdischen Gemeinde, sich ebenso repräsentativ und gleichberechtigt wie die anderen Glaubensgemeinschaften darzustellen.